# Мусудан (ракета)
BM25 «Мусудан» (также известна под названиями Тэпходон X, Нодон-B / Родон-B и Мирин) — северокорейский подвижный ракетный комплекс с баллистической ракетой средней дальности. «Мусудан» впервые был продемонстрирован 10 октября 2010 года на военном параде в честь 65-летия Корейской трудовой партии, хотя некоторые эксперты считают, что это были макеты ракет. «Мусудан» напоминает формой советскую баллистическую ракету Р-27, но немного длиннее.

## Разработка
Было решено[кем?], что, поскольку шасси типа МАЗ-543А, имевшееся в распоряжении Корейской народной армии, имело грузоподъёмность до 20-22 тонн, а Р-27 весила только 14,2 т, то баки горючего и окислителя могли быть удлинены примерно на 2 метра. Кроме того, была облегчена головная часть: вместо РГЧ ИН с тремя боевыми блоками установлена моноблочная ГЧ.
Расчёты показывают, что в результате удлинения баков и замены ГЧ дальность полёта ракеты может достигать примерно 3200-4000 км против 3000 км у советской ракеты.
С момента демонстрации в 2010 году каких-либо данных об испытании этих ракет или их эксплуатации не публиковалось.
По состоянию на 6 апреля 2013 года сообщалось, что две ракеты доставлены на базу близ восточного побережья Северной Кореи и, вероятно, подготовлены к запуску. Это может быть подготовкой к первым испытаниям данной ракеты или же военным учениям.

## Описание и технические характеристики
Считается, что в качестве жидкого ракетного топлива были использованы самовоспламеняющиеся компоненты НДМГ в качестве горючего и АК-27И в качестве окислителя; эта топливная пара не испаряется, как например, жидкие водород и кислород при температуре 35 °C. Поэтому заправленная ракета может поддерживаться в состоянии готовности к пуску в течение нескольких дней или даже недель, в дальнейшем требовался слив топлива из-за опасности коррозии бака, вызванной действием окислителя на базе азотной кислоты. Из-за отсутствия необходимых запасов прочности конструкции ракеты заправленная «Мусудан» не может транспортироваться и должна заправляться непосредственно на стартовой позиции.
Первоначально считалось, что двигатели «Мусудан» ранее были взяты со второй ступени ракеты «Тэпходон-2», неудачные испытания которых Северная Корея провела в 2006 году. Однако анализ запуска РН «Ынха-3», созданной, как полагают, на основе конструкции «Тэпходон-2», показал, что на второй ступени использовано отличное от Р-27 топливо, и, вероятно, она базируется на конструкции ракеты Нодон.

### Тактико-технические характеристики
- Начальная масса: 20 654 кг
- Диаметр: 1,5 м
- Длина: 12 м
- Полезная нагрузка: 1000 кг
- Боеголовка: одиночная
- Максимальная дальность: 3000 — 4000 км
- Круговое вероятное отклонение: 1,3 км
- Пусковая установка: северокорейского производства, напоминающая удлинённый и модифицированный МАЗ-543; возможно, грузовые суда или модифицированные подводные лодки.

## Операторы
- КНДР —  12 ракет в эксплуатации[8]. 16 ракет были продемонстрированы во время парада 10 октября 2010, однако эксперты считают, что это были макеты. Согласно другому источнику, в эксплуатации имеется более 200 ракет[9],
- Иран — согласно утечке засекреченной информации Государственного департамента США[10], всего находится 19 ракет, хотя Иран никогда не публиковал информации о ракетах, тем самым вызывая у некоторых чиновников американской разведки сомнение в том, что ракеты были переданы Ирану[3].